# The Mekons
The Mekons je anglická punk rocková skupina, založená v roce 1977. Založili ji studenti Jon Langford, Kevin Lycett, Mark White, Andy Corrigan a Tom Greenhalgh na universitě University of Leeds.

## Diskografie

### Alba
- 1979 – The Quality of Mercy Is Not Strnen
- 1980 - The Mekons (také označováno jako Devils Rats and Piggies a Special Message from Godzilla)
- 1982 - The Mekons Story
- 1985 - Fear and Whiskey
- 1986 - Edge of the World
- 1987 - The Mekons Honky Tonkin'
- 1988 - So Good It Hurts
- 1989 - The Mekons Rock'n'Roll
- 1991 - The Curse of the Mekons
- 1993 - I ♥ Mekons
- 1994 - Retreat from Memphis
- 1996 - Pussy, King of the Pirates (s Kathy Acker)
- 1998 - Me
- 2000 - Journey to the End of the Night
- 2002 - Oooh! (Out of Our Heads)
- 2004 - Punk Rock
- 2007 - Natural
- 2011 - Ancient and Modern

### EP
- 1986 - Slightly South of the Border
- 1986 - Crime and Punishmnet
- 1989 - The Dream and Lie of...
- 1990 - Fun '90
- 1992 - Wicked Midnite
- 1993 - Millionaire